# The Love Special
The Love Special és una pel·lícula muda dirigida per Frank Urson i protagonitzada per Agnes Ayres, Wallace Reid i Theodore Roberts. Basada en la novel·la “The Daughter of a Magnate” de Frank Hamilton Spearman es va estrenar el 17 d’abril de 1921.

## Argument
Jim Glover és enginyer civil de ferrocarril. Rep l'ordre de fer de guia del president de l'empresa, que està de viatge d'inspecció amb la seva filla Laure i Harrison, un dels directors. Durant el viatge Jim s’enamora de Laure però Harrison també persegueix la ma de la noia. Jim ajuda al president Gage a obtenir una opció sobre la propietat de Zeka Logan. Harrison fa creure a Logan que Jim l’ha enganyat i ell compra la propietat per més diners. Laura descobreix la trama i amb l'ajuda de Jim s'endinsa en una tempesta de neu per arribar al seu pare i explicar-li la situació. Acaba als braços de Jim.

## Repartiment
- Wallace Reid (Jim Glover)
- Agnes Ayres (Laura Gage)
- Theodore Roberts (President Gage)
- Lloyd Whitlock (Allen Harrison)
- Sylvia Ashton (Mrs. Whitney)
- William Gaden (William Bucks)
- Clarence Burton (Morris Blood)
- Snitz Edwards (Zeka Logan)
- Ernest Butterworth ('Gloomy')
- Zelma Maja (taquígrafa)